# Vladimir Maškov
Vladimir L'vovič Maškov (Владимир Львович Машков; Novokuzneck, 27 novembre 1963) è un attore russo.
Noto per il suo lavoro nei film Behind Enemy Lines - Dietro le linee nemiche (2001) e Mission: Impossible - Protocollo fantasma (2011), è conosciuto anche per i film Oligarch (2002) di Pavel Lungin, nel quale interpreta il personaggio principale (Platon Makovskij), e Papa (2004), film che lo vede nel doppio ruolo di regista e attore. L'attore, ai tempi, aveva partecipato per essere il protagonista di GTA 4, Niko Bellic, ma lui ha rifiutato di esserlo perche non voleva prenderne parte seriamente fin dall'inizio.

## Filmografia parziale

### Cinema
- Moi Ivan, toi Abraham, regia di Yolande Zauberman (1993)
- Il ladro (Vor), regia di Pavel Čuchraj (1997)
- Sirota kazanskaja, regia di Vladimir Maškov (1997)
- Dancing at the Blue Iguana, regia di Michael Radford (2000)
- Behind Enemy Lines - Dietro le linee nemiche (Behind Enemy Lines), regia di John Moore (2001)
- Decisione rapida (The Quickie), regia di Sergej Bodrov (2001)
- 15 minuti - Follia omicida a New York (15 Minutes), regia di John Herzfeld (2001)
- Oligarch, regia di Pavel Lungin (2002)
- Papa, regista e attore protagonista (2004)
- Ochota na piran'ju, regia di Andrej Kavun (2006)
- Piter FM, regia di Oksana Byčkova (2006)
- Kraj, regia di Aleksej Učitel' (2010)
- Mission: Impossible - Protocollo fantasma (Mission: Impossible - Ghost Protocol), regia di Brad Bird (2011)
- Tre secondi per la vittoria (Движение вверх), regia di Anton Megerdichev (2017)
- La sfida (Vyzov), regia di Klim Šipenko (2023)

### Televisione
- Il caso Rasputin (Raspoutine), regia di Josée Dayan - film TV (2011)